# Marco Sau
Marco Sau (* 3. November 1987 in Sorgono) ist ein italienischer Fußballspieler, der im Sturm agiert.

## Karriere
Sau begann seine Karriere bei der US Tonara und wechselte später zur Jugendabteilung von Cagliari Calcio. Nach der Aufnahme in den Profikader folgten mehrere Leihstationen, bevor er zur Saison 2012/13 zu Cagliari zurückkehrte und sich einen Stammplatz erarbeitete. Anfang 2019 schloss er sich Sampdoria Genua an. Dort verbrachte Sau nur knapp sechs Monate, bevor er zu Benevento Calcio wechselte. Nach dem Auslaufen seines Vertrages zum Ende der Saison 2021/22 war Sau zunächst vereinslos.
Am 25. Februar 2023 unterschrieb Sau einen Vertrag bis zum 30. Juni 2023 bei Feralpisalò in der Serie C. Am Ende der Saison stieg er mit dem Klub in die Serie B auf, woraufhin sich sein Vertrag automatisch verlängerte.

### Nationalmannschaft
Sau absolvierte sein einziges Länderspiel für die Italienische Fußballnationalmannschaft am 31. Mai 2013 unter Cesare Prandelli, als er beim 4:0-Sieg im Testspiel gegen San Marino in der 50. Spielminute für Giacomo Bonaventura eingewechselt wurde.